# مبيد الميكروبات
مبيد الميكروبات (بالإنجليزية: Microbicide)‏ هو أي مبيد أحيائي أو مركب أو مادة هدفها تقليل مدى إمكانية العدوى بالميكروبات كالفيروسات والبكتيريا. ومن الأمثلة عليها قطران الخشب.